# STZ-5
STZ-5中型牽引車是蘇軍在二戰中使用的炮兵牽引車。本車由軍民兩用的STZ-3修改而成，可以說是STZ-3的軍用版。本車的改良之處在於提升了行駛速度，以及將駕駛室移到車頭，騰出後部的空間以運載炮班成員、彈藥、或者其他裝備。本車是少數幾種蘇聯專為軍隊而研製的牽引車，整體而言相當實用。除了用於牽引122 mm及 152 mm 等級的榴彈砲外，亦有不少被改造為喀秋莎火箭炮的發射平台。德軍亦用大量虜獲使用並賦予CT3 601(r)之名。德軍對本車留下深刻印象，以至後來德國自製的RSO牽引車上亦可看到STZ-5的部份特徵。
驾驶室前置，驾驶室后部是一个载货的车厢，可容纳炮组及弹药。采用履带节较小的“公路型”12吋寛履带，在雪地、泥濘上的行駛能力不佳；STZ-3型拖拉机采用的带有抓地齿的履带。STZ-5的载货车厢可装载1.5吨货物，并可以牵引8吨火炮。
1937年至1942年间在斯大林格勒拖拉机厂生产9900辆。

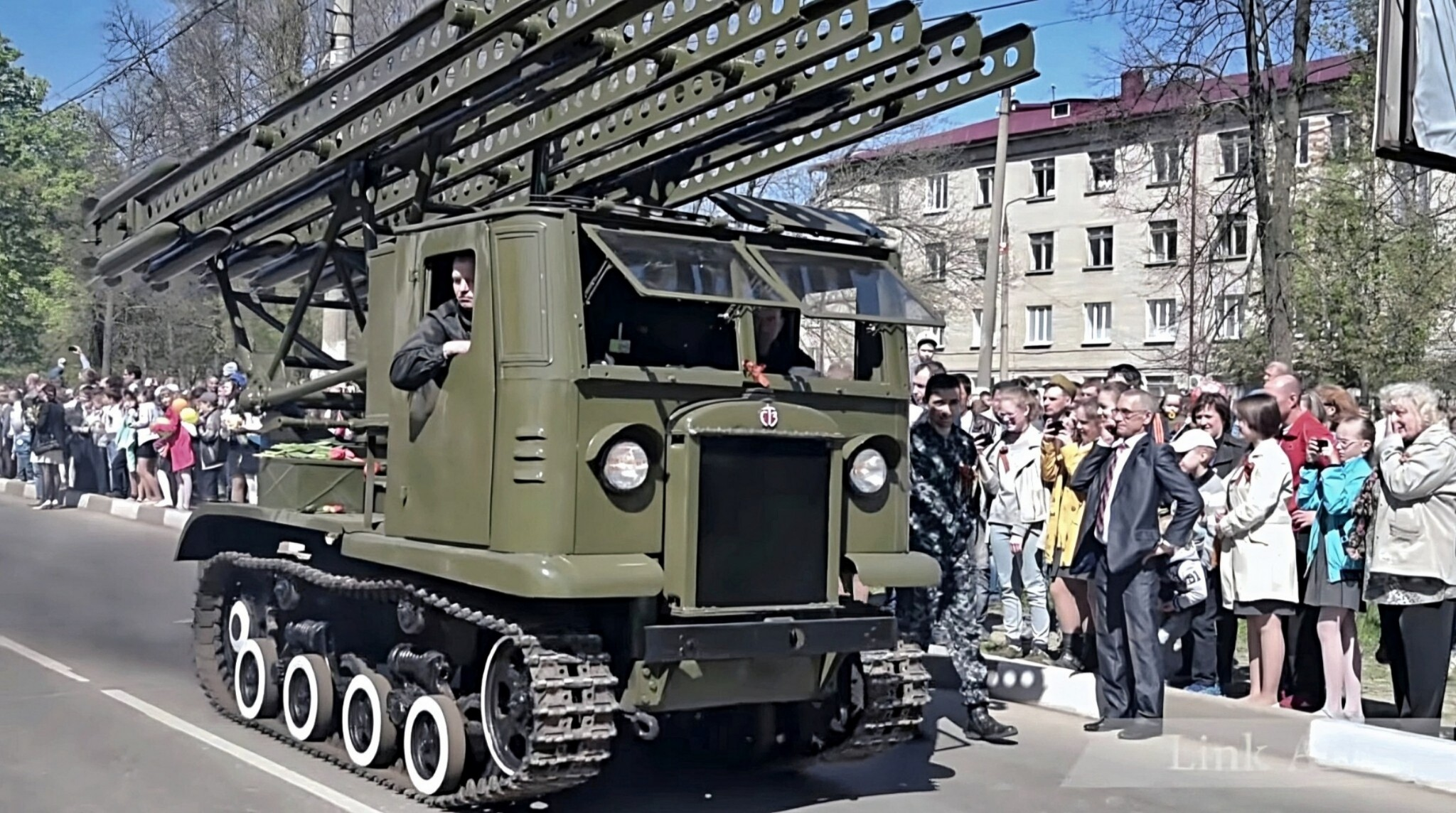
加裝卡秋莎火箭的 STZ-5

## 性能諸元
- 座位：駕駛室2人+後部貨斗8人
- 重量：5.84 ton
- 長度：4.15 m
- 寛度：
- 高度：2.36 m
- 引擎：69.68 kW 1MA 4缸汽油引擎
- 極速：21km/h
- 最大行程：145 km （9小時）（沒有荷載時於公路行駛）
- 離地間隙：288 mm
- 變速器：5個前進檔和2個倒檔
- 牽引重量：4500公斤
- 接地壓力：0.64 kg/cm^3
- 燃料：煤油或石腦油 - 148 L，汽油或汽油 - 14 L
- 公路行駛時耗油量：無荷載：10 kg 有荷載：12 kg
- 路上行駛時最低耗油（5檔）：0.8 kg/km

## Танк «На испуг» (НИ-1)
由於德軍入侵初期紅軍損失大量戰車，在蘇聯出了現一陣製作土製戰車的風潮，號稱"NI Tank（恐怖坦克）"。1941年八九月期間，被包圍的敖德薩就在STZ-5的車體上，加裝了T-26坦克1931年型的機槍塔以及鍋爐鋼板，成為Танк «На испуг» (НИ-1)，總數68輛。不過由於裝甲單薄，速度緩慢，整體設計亦不甚協調，類似的恐怖坦克只能充當活靶的角色。

1 裝甲車箱、2 側面裝甲、3 引擎室、4 機槍塔、5 擋泥板、6 排障器、7 機槍防盾、8 DShK機槍、9 鉤、10 雜物箱、11 排氣管、12 底盤橫梁、13 車體前面、14 牽引用接続具、15 惰輪、16 頂支輪、17 動輪、18 路輪、19 DT機槍

### 性能諸元
- 組員：3人
- 重量：~ 7 ton
- 長度：4.15 m
- 寛度：1.86 m
- 高度：2.4 m
- 引擎：39 kW 4缸汽油-煤油引擎
- 極速：~20km/h
- 最大行程：
- 武器：7.62 mm DT機槍 X 2（或其他主炮）

## 外部連結
- Tractor STZ-5[永久]
- трактор СТЗ-5-НАТИ[永久]